# Russischer Traber
Der russische Traber (ursprünglich Metis-Traber) ist eine Pferderasse, die Anfang des 20. Jahrhunderts aus der Kreuzung des Orlow-Trabers und des American Standardbred entstand.
Hintergrundinformationen zur Pferdebewertung und -zucht finden sich unter: Exterieur, Interieur und Pferdezucht.

## Exterieur
Da der russische Traber auch zur Veredlung anderer Rassen herangezogen werden soll, wird sehr viel Wert auf die Mindestgröße und auf ein harmonisches Äußeres gelegt. Der russische Traber hat daher ein erheblich gefälligeres Aussehen als der rein auf Rennleistung gezüchtete amerikanische Traber.

## Interieur

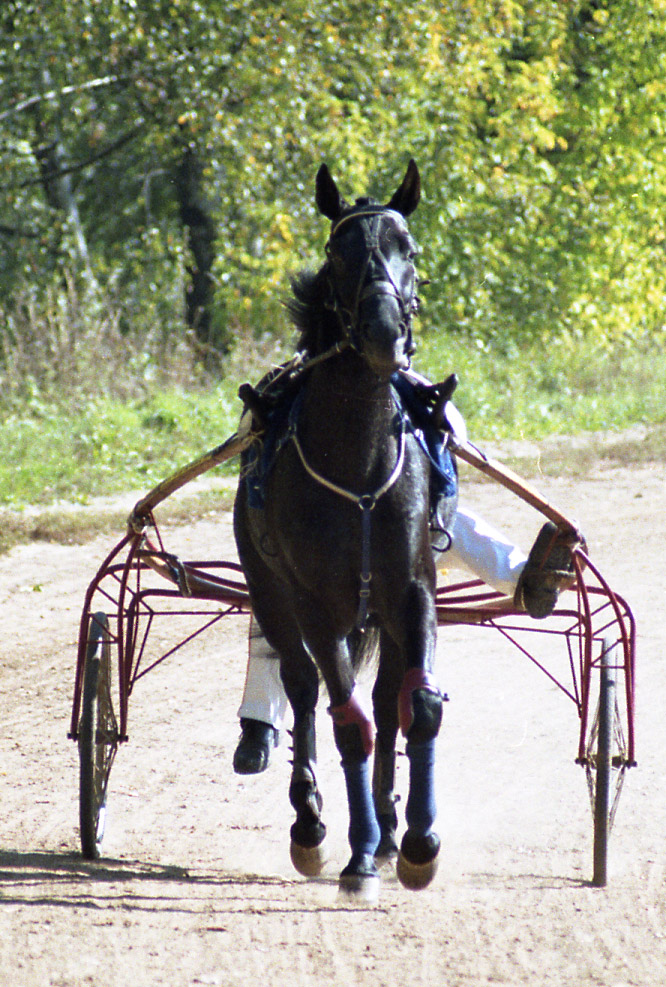
Russischer Traber vor dem Sulky
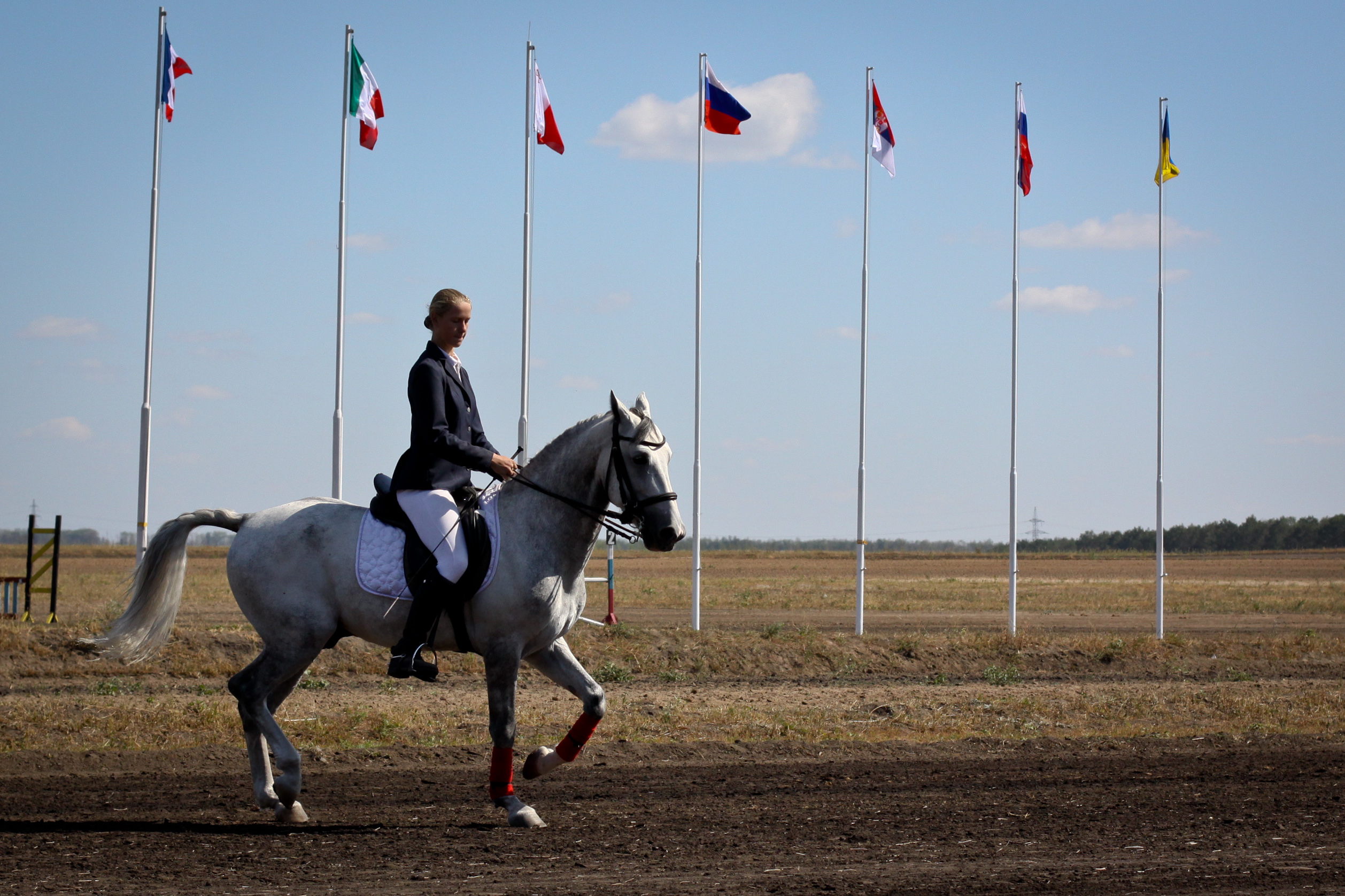
Russischer Traber in der Piaffe
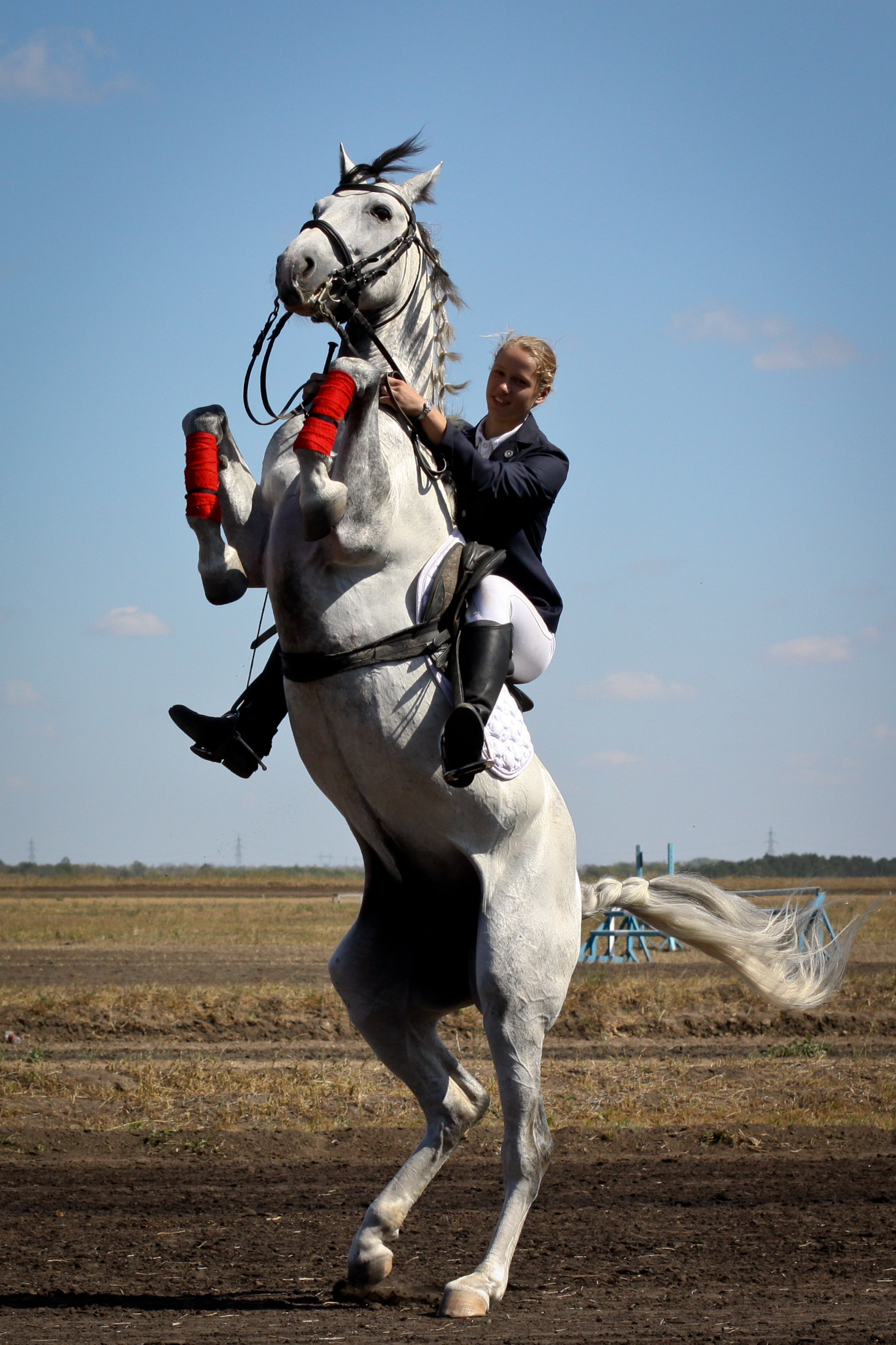
Russischer Traber in der Pesade

Der russische Traber ist ein hartes, renntaugliches Pferd.

## Zuchtgeschichte
Als es Anfang des 20. Jahrhunderts zu ersten Vergleichen zwischen Orlow-Traber und American Standardbred kam, war der Orlow-Traber dem Standardbred im Rennen so weit unterlegen, dass innerhalb weniger Jahre die russische Traberzucht vom Orlow auf eine Kreuzung aus Orlow und Standardbred umgestellt wurde. Die neu entstandene Rasse erhielt zunächst den Namen Metis-Traber (Kreuzungs-Traber). Mit Gründung der Sowjetunion erhielt für einige Zeit der Orlow-Traber den Namen Russischer Traber. 1949 wurde dem Orlow wieder sein ursprünglicher Name zuerkannt und der Metis-Traber wird seither offiziell als Russischer Traber geführt. Er hat etwa die Größe des französischen Trabers und ist verglichen mit dem Standardbred ein Spätentwickler, das heißt, er ist erst im Alter von etwa vier Jahren auf der Rennbahn zu finden und erreicht seine höchste Leistungsfähigkeit oft erst im Alter von sechs Jahren. Das bringt selbstverständlich für die Züchter höhere Anfangsinvestitionen bis zum ersten Rennstart mit sich. Aufgrund ihrer Zutraulichkeit werden sie auch als Reitpferde eingesetzt.